# Joaquim Micó i Millan
Joaquim Micó i Millan (Barcelona, 14 d'agost del 1960) Escriptor de contes i novel·la juvenil, guionista de còmic, TV i historiador. Usa el nom de ploma Joaquim Micó, i el pseudònim Químius com a guionista de còmics. També és llicenciat en Història Medieval i enòleg. Algunes de les seves obres han estat traduïdes al castellà, italià, francès, gallec, àrab i braille.
De jove va fer de clown, venedor de formatges, relacions públiques del teatre de varietats El Molino, guionista per a la desapareguda Editorial Bruguera, negre literari, director de l'emissora local Ràdio Cubelles, guionista de TV i cap de premsa dels llargmetratges Qui t'estima Babel i Un submarí a les estovalles, tots dos del director vallenc Ignasi P. Ferré; també ha estat col·laborador de diversos mitjans de comunicació, professor de secundària i UNED, secretari general de les JERC i president del Club Unesco del Garraf. Viu a Cubelles (Garraf).
Entre la seva obra per a nens i joves destaquen: Noves aventures dels set nans i Noves aventures d'Aladí i la llàntia meravellosa, Editorial Ariel, 1987-88; Qualsevol nit pot sortir el sol, Editorial Pirene, 1989 (Premi Crítica Serra d'Or de Literatura Infantil i Juvenil, 1989); 221-B Baker Street, Editorial Pirene, 1990; Una correspondència estrafolària, Publicacions de l'Abadia de Montserrat, 1991; El grafitti de Moctezuma, Editorial Pirene, 1992; Perkins & Mcllroy investigadors privats, Edicions Baula, 1994; Ulleres de soul, Editorial Pirene, 1994; Paraula de sioux, Edicions Baula, 1995.